# Boulogne (Vendée)
Boulogne is een plaats en voormalige gemeente in het Franse departement Vendée in de regio Pays de la Loire en telt 547 inwoners (1999). De plaats maakt deel uit van het arrondissement La Roche-sur-Yon.

## Geschiedenis
Boulogne is op 1 januari 2016 gefuseerd met de gemeenten Les Essarts, L'Oie en Sainte-Florence tot de commune nouvelle Essarts en Bocage. 

## Geografie
De oppervlakte van Boulogne bedraagt 12,2 km², de bevolkingsdichtheid is 44 inwoners per km².
De onderstaande kaart toont de ligging van Boulogne (Vendée) met de belangrijkste infrastructuur en aangrenzende gemeenten.

## Demografie
Onderstaande figuur toont het verloop van het inwonertal.

## Geboren in Boulogne
- Philippe de Villiers (1949), politicus

Boulogne · Les Essarts